# Christian Albrecht Jensen
Christian Albrecht Jensen (Bredstedt, 26 giugno 1792 – Copenaghen, 13 luglio 1870) è stato un pittore danese.

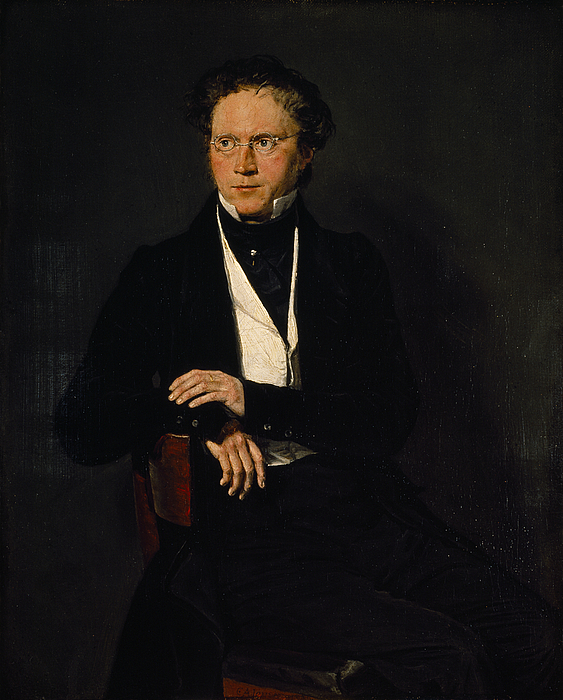
Ritratto di Ludvig Bødtcher.

Fu attivo in Danimarca soprattutto come ritrattista, tanto che viene considerato il miglior elemento del XIX secolo limitatamente a ciò.
Le sue migliori opere sono conservate nel museo nazionale del Castello di Frederiksborg.